# Florinel Dumitrescu
Florinel Dumitrescu (n. 11 decembrie 1967

) este un om politic român, fost senator în perioada 2012-2016 și fost prefect al județului Teleorman.

## Educație
În anul 2004, la 37 de ani, s-a înscris la cursurile Facultății de Drept din cadrul Universității Ecologice din București, pe care a absolvit-o în 2007, apoi a făcut un Master în Științe Penale și Criminalistică, în cadrul aceleiași universități.

## Carieră politică
Înainte de a intra în politică, Dumitrescu a fost paznic la Primăria din Alexandria. A candidat ca senator din partea PP-DD în 2012, și a câștigat un loc, reprezentânt județul Teleorman. În 2013 și-a dat demisia din PP-DD, iar ulterior a trecut la PSD.
În 2017, a fost numit de către Prim-ministrul Sorin Grindeanu prefect al județului Teleorman. A deținut această funcție până în 2019.